# Liste der Baudenkmäler in Deining

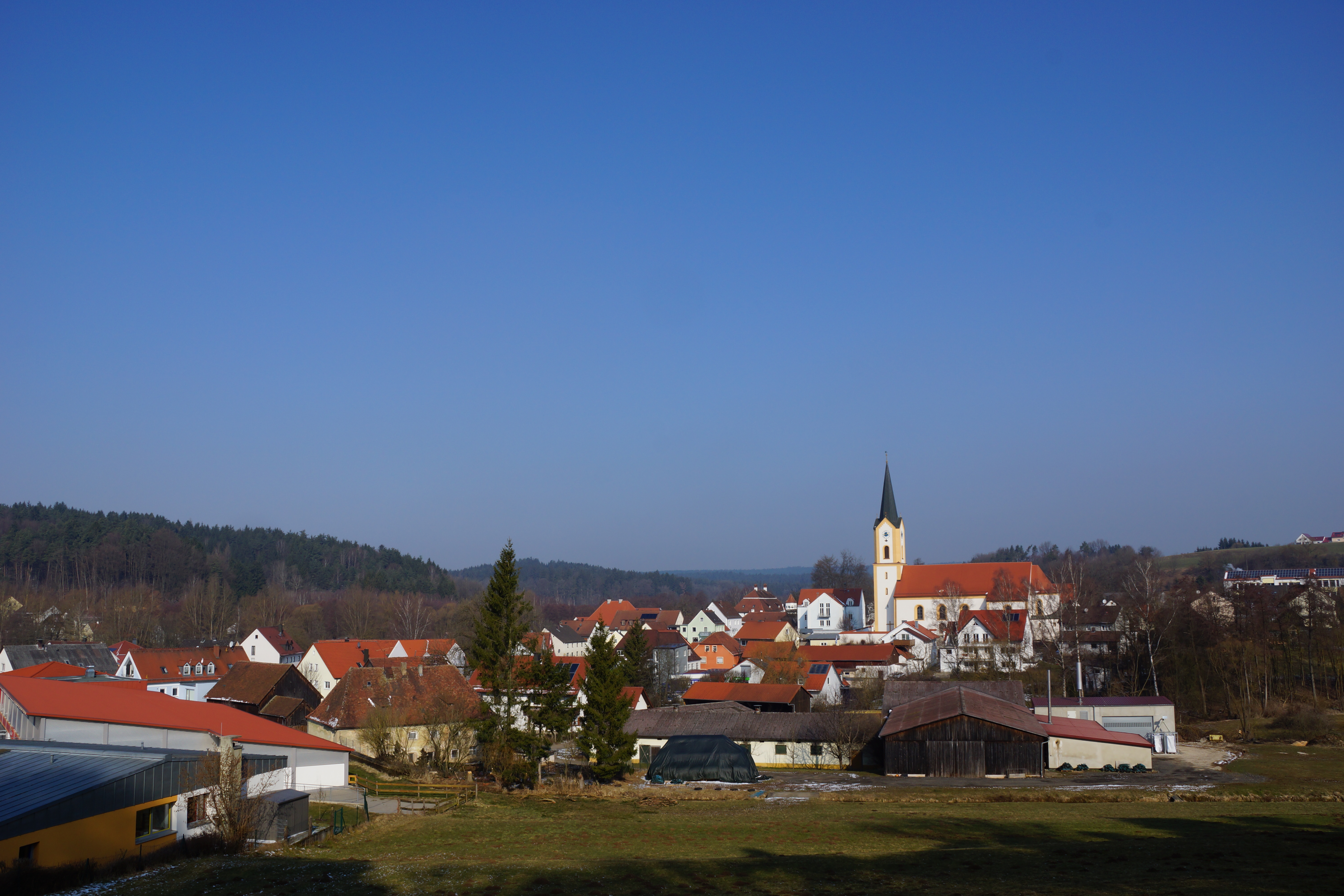
Blick auf Deining

Auf dieser Seite sind die Baudenkmäler in der Oberpfälzer Gemeinde Deining zusammengestellt. Diese Tabelle ist eine Teilliste der Liste der Baudenkmäler in Bayern. Grundlage ist die Bayerische Denkmalliste, die auf Basis des Bayerischen Denkmalschutzgesetzes vom 1. Oktober 1973 erstmals erstellt wurde und seither durch das Bayerische Landesamt für Denkmalpflege geführt wird. Die folgenden Angaben ersetzen nicht die rechtsverbindliche Auskunft der Denkmalschutzbehörde.

## Baudenkmäler nach Gemeindeteilen

### Deining
| Lage                                                        | Objekt                                         | Beschreibung | Akten-Nr.              | Bild |
| ----------------------------------------------------------- | ---------------------------------------------- | --- | ---------------------- | --- |
| Kirchenweg (Standort)                                       | Kriegerdenkmal für die Gefallenen 1914/18      | Inschriftenpfeiler mit gebauchtem Sockel und Figur des hl. Georg, um 1920/25 vor exedraförmiger Neuanlage mit Gedenken der Gefallenen 1939/45, um 1960 | D-3-73-119-1 Wikidata  | BW |
| Krambeer-Berg (Standort)                                    | Bildstock                                      | Schaft mit halbrundem Kopfstück, Kalkstein | D-3-73-119-12 Wikidata | BW |
| Mühlweg 1 (Standort)                                        | Fichtenmühle                                   | Ehemaliges Wohnstallhaus, zweigeschossiger und traufständiger Satteldachbau, Mitte 19. Jahrhundert | D-3-73-119-3 Wikidata  | Fichtenmühle |
| Obere Hauptstraße 11 (Standort)                             | Ehemaliger Gasthof und Posthalterei „Zur Post“ | zweigeschossiger Walmdachbau mit Aufzugsgaube, Anfang 18. Jahrhundert | D-3-73-119-49 Wikidata | Ehemaliger Gasthof und Posthalterei „Zur Post“                                                                           |
| Schloßstraße 1; Obere Hauptstraße 8 (Standort)              | Ehemaliges Schloss                             | Zweigeschossiger Mansardwalmdachbau mit Türmchen auf der Nordostseite und Säulenportal mit Sprenggiebel, 17. Jahrhundert mit gotischem Kern; Umfassungsmauer mit Toreinfahrt, 17. Jahrhundert.; Nebengebäude, eingeschossiger Walmdachbau, 17./18. Jahrhundert | D-3-73-119-6 Wikidata  | weitere Bilder |
| Schloßstraße 3 (Standort)                                   | Pfarrhaus                                      | Zweigeschossiger Walmdachbau, nach 1833 | D-3-73-119-7 Wikidata  | weitere Bilder |
| Schloßstraße 8 a (Standort)                                 | Katholische Pfarrkirche St. Willibald          | Saalbau mit eingezogenem Langchor, querschiffartigen Seitenkapellen und Westturm, Langhaus 1733 von Wolfgang Diller auf älteren Grundmauern, Renovierung 1926, 1938 Neubau des Chores; mit Ausstattung                                                         | D-3-73-119-8 Wikidata  | weitere Bilder |
| St 2220, nördlich an der Straße nach Siegenhofen (Standort) | Steinkreuz, sogenanntes Franzosenkreuz         | Stark verwittert, linker Arm fehlt, wohl 16. Jahrhundert | D-3-73-119-11 Wikidata | Steinkreuz, sogenanntes Franzosenkreuz                                                                                   |
| Untere Hauptstraße 7 (Standort)                             | Mühlenhaus der ehemaligen Zellermühle          | Zweigeschossiger Walmdachbau, 17./18. Jahrhundert | D-3-73-119-9 Wikidata  | BW |
| Untere Hauptstraße 8, 10 (Standort)                         | Felsenkeller                                   | In die Wände der sogenannten Felsenschlucht eingetiefte, gewölbte Räume, 17./18. Jahrhundert nicht nachqualifiziert, im Bayerischen Denkmal-Atlas nicht kartiert                                                                                               | D-3-73-119-10 Wikidata | weitere Bilder |
| bei der Rossamühle (alte Straße nach Neumarkt) (Standort)   | Alte Straße                                    | Teilbereich zwischen B 8 und Rossamühle, mit Kalkplattenbelag, Randsteinen und zwei Brückenbauwerken, 17./18. Jahrhundert | D-3-73-119-52          | [[Vorlage:Bilderwunsch/code!/C:49.231194,11.52654!/D:bei der Rossamühle (alte Straße nach Neumarkt), Alte Straße!/\|BW]] |

### Arzthofen
| Lage                                  | Objekt            | Beschreibung                                                     | Akten-Nr.              | Bild              |
| ------------------------------------- | ----------------- | ---------------------------------------------------------------- | ---------------------- | ----------------- |
| Nähe Sandweg; Schellenberg (Standort) | Kapelle Herz Jesu | Polygonal schließender Satteldachbau mit Glockendachreiter, 1884 | D-3-73-119-13 Wikidata | Kapelle Herz Jesu |

### Döllwang
| Lage                              | Objekt                            | Beschreibung | Akten-Nr.              | Bild                 |
| --------------------------------- | --------------------------------- | --- | ---------------------- | -------------------- |
| Kreisstraße 2 (Standort)          | Katholische Pfarrkirche St. Alban | Saalbau mit Chorturm und Westportal mit architektonischer Rahmung, Turm frühgotisch, Langhaus 18. Jahrhundert; mit Ausstattung | D-3-73-119-14 Wikidata | weitere Bilder       |
| Talstraße 6 (Standort)            | Wohnstallhaus                     | Eingeschossiger und traufständiger Steildachbau mit verputztem Fachwerkgiebel, 18. Jahrhundert                                 | D-3-73-119-50 Wikidata | BW                   |
| Waltersberger Straße 3 (Standort) | Ehemaliges Schulhaus              | Zweigeschossiger gegliederter Walmdachbau aus Kalksteinquadern, um 1910; Einfriedung mit Pfosten, Quadermauerwerk              | D-3-73-119-15 Wikidata | Ehemaliges Schulhaus |

### Großalfalterbach
| Lage                                     | Objekt                            | Beschreibung | Akten-Nr.              | Bild                     |
| ---------------------------------------- | --------------------------------- | --- | ---------------------- | ------------------------ |
| Batzhauser Weg 1; Hochweg 2 a (Standort) | Ehemaliges Pfarrhaus              | Zweigeschossiger und giebelständiger Steildachbau, 17./18. Jahrhundert, 1923 umgebaut                                                                                 | D-3-73-119-16 Wikidata | Ehemaliges Pfarrhaus     |
| Batzhauser Weg 4 (Standort)              | Ehemaliges Wohnstallhaus          | Eingeschossiger und giebelständiger Steildachbau mit Fachwerkgiebel, Anfang 19. Jahrhundert                                                                           | D-3-73-119-17          | BW                       |
| Hochweg 2 (Standort)                     | Katholische Pfarrkirche St. Vitus | Saalbau mit eingezogenem Polygonalchor, Flankenturm und Pilastergliederung, 1750 wohl von Johann Lösch, unter Einbeziehung des romanischen Chorturms; mit Ausstattung | D-3-73-119-18 Wikidata | weitere Bilder           |
| Hochweg 4 (Standort)                     | Ehemaliges Wohnstallhaus          | Eingeschossiger und giebelständiger Satteldachbau mit Fachwerkgiebel, 18. Jahrhundert                                                                                 | D-3-73-119-19 Wikidata | Ehemaliges Wohnstallhaus |
| Hochweg 7 (Standort)                     | Ehemaliges Wohnstallhaus          | Eingeschossiger und giebelständiger Satteldachbau mit Fachwerkgiebel, 18. Jahrhundert                                                                                 | D-3-73-119-20 Wikidata | BW                       |

### Kleinalfalterbach
| Lage                     | Objekt                               | Beschreibung | Akten-Nr.              | Bild           |
| ------------------------ | ------------------------------------ | --- | ---------------------- | -------------- |
| Dorfstraße 14 (Standort) | Katholische Filialkirche St. Andreas | Saalbau mit eingezogenem Polygonalchor, Flankenturm und Putzgliederungen, 1739 unter Einbeziehung des älteren Turms, Weihe 1747; mit Ausstattung               | D-3-73-119-21 Wikidata | weitere Bilder |
| Dorfstraße 17 (Standort) | Wohnstallhaus                        | Zweigeschossiges und giebelständiges Oberpfälzer Bänderhaus mit Satteldach, Mitte 19. Jahrhundert; Stadel, traufständiger Satteldachbau, Mitte 19. Jahrhundert | D-3-73-119-22 Wikidata | Wohnstallhaus  |

### Körndlhof
| Lage                    | Objekt              | Beschreibung                                                                                      | Akten-Nr.              | Bild |
| ----------------------- | ------------------- | ------------------------------------------------------------------------------------------------- | ---------------------- | ---- |
| In Körndlhof (Standort) | Kapelle Hl. Familie | Traufständiger, polygonal schließender Satteldachbau mit Glockendachreiter, 1902; mit Ausstattung | D-3-73-119-23 Wikidata | BW   |
| Körndlhof 6 (Standort)  | Bauernhaus          | Zweigeschossiger Walmdachbau, 1833                                                                | D-3-73-119-24 Wikidata | BW   |

### Labermühle
| Lage                    | Objekt             | Beschreibung                                                                | Akten-Nr.              | Bild           |
| ----------------------- | ------------------ | --------------------------------------------------------------------------- | ---------------------- | -------------- |
| Labermühle 3 (Standort) | Kapelle St. Ulrich | Polygonal schließender Satteldachbau mit Schweifgiebel, 18./19. Jahrhundert | D-3-73-119-25 Wikidata | weitere Bilder |

### Lengenbach
| Lage                                                      | Objekt                                     | Beschreibung | Akten-Nr.              | Bild           |
| --------------------------------------------------------- | ------------------------------------------ | --- | ---------------------- | -------------- |
| Lengenbach 2 (Standort)                                   | Katholische Wallfahrtskirche Mariae Geburt | Zentralbau mit Welscher Haube und Sakristeianbau mit Dachreiter, 1757–62 von Leonhard Preindl anstelle einer Kapelle von 1694; mit Ausstattung | D-3-73-119-26 Wikidata | weitere Bilder |
| Lengenbachwiesen, am Ortsausgang Richtung Oberbuchfeld () | Steinkreuz                                 | Griechische Form, Kalkstein, wohl 16. Jahrhundert                                                                                              | D-3-73-119-27 Wikidata |                |

### Leutenbach
| Lage                      | Objekt                              | Beschreibung | Akten-Nr.              | Bild           |
| ------------------------- | ----------------------------------- | --- | ---------------------- | -------------- |
| Hundsbaum; Lohweg ()      | Wegkreuz                            | Gusseisen, 19./20. Jahrhundert | D-3-73-119-30 Wikidata |                |
| Nähe Waltersberger Weg () | Bildstock                           | Mit Marienbild, Gehäuse mit kannelierten Halbsäulen und Steildach, 1915 | D-3-73-119-31 Wikidata |                |
| Martinsweg 8 (Standort)   | Katholische Filialkirche St. Martin | Saalbau mit Chorturm und Putzgliederungen, frühgotisch, 13./14. Jahrhundert, Veränderungen Ende 14. Jahrhundert, um 1500 und im Barock, 1946 nach Wesen verlängert; mit Ausstattung | D-3-73-119-28 Wikidata | weitere Bilder |
| Ortsstraße 30 (Standort)  | Wegkapelle St. Maria                | Gehäuse mit vorkragendem Satteldach, 19. Jahrhundert | D-3-73-119-29 Wikidata | weitere Bilder |

### Mittersthal
| Lage                      | Objekt                               | Beschreibung                                                                                      | Akten-Nr.              | Bild           |
| ------------------------- | ------------------------------------ | ------------------------------------------------------------------------------------------------- | ---------------------- | -------------- |
| Sommergasse 11 (Standort) | Katholische Filialkirche St. Mathias | Saalbau mit Chorturm, frühes 15. Jahrhundert, im 17./18. Jahrhundert umgestaltet; mit Ausstattung | D-3-73-119-32 Wikidata | weitere Bilder |

### Oberbuchfeld
| Lage                      | Objekt                                               | Beschreibung                                                | Akten-Nr.              | Bild           |
| ------------------------- | ---------------------------------------------------- | ----------------------------------------------------------- | ---------------------- | -------------- |
| Alte Straße 11 (Standort) | Turm der katholischen Filialkirche St. Jakobus d. Ä. | Romanisch, (Langhaus bezeichnet mit 1962); mit Ausstattung. | D-3-73-119-33 Wikidata | weitere Bilder |

### Pirkach
| Lage                      | Objekt                                        | Beschreibung                                                                                                 | Akten-Nr.              | Bild           |
| ------------------------- | --------------------------------------------- | --- | ---------------------- | -------------- |
| Lange Straße 1 (Standort) | Katholische Filialkirche St. Johannes Baptist | Saalbau mit eingezogenem Polygonalchor und Chordachreiter, 1727, Umbauten 1869 (bezeichnet); mit Ausstattung | D-3-73-119-34 Wikidata | weitere Bilder |

### Sallmannsdorf
| Lage                         | Objekt                | Beschreibung                                                 | Akten-Nr.              | Bild |
| ---------------------------- | --------------------- | ------------------------------------------------------------ | ---------------------- | ---- |
| Sallmannsdorf 3 a (Standort) | Ehemaliges Müllerhaus | Zweigeschossiger Steildachbau mit Ladeluken, 18. Jahrhundert | D-3-73-119-36 Wikidata | BW   |

### Siegenhofen
| Lage                           | Objekt                                  | Beschreibung | Akten-Nr.              | Bild           |
| ------------------------------ | --------------------------------------- | --- | ---------------------- | -------------- |
| Josef-Kurz-Straße 1 (Standort) | Katholische Filialkirche St. Pankratius | Saalbau aus Quadermauerwerk mit eingezogenem Chor, verputztem Flankenturm und Vorzeichen, 1935; mit Ausstattung; Kirchhofmauer, Quadermauerwerk, bauzeitlich | D-3-73-119-37 Wikidata | weitere Bilder |

### Siegenhofermühle
| Lage                     | Objekt | Beschreibung                                                                                             | Akten-Nr.              | Bild   |
| ------------------------ | ------ | --- | ---------------------- | ------ |
| Mühlstraße 18 (Standort) | Stadel | Traufständiger Fachwerkbau mit Satteldach und massivem Stallteil, teilweise verbrettert, 19. Jahrhundert | D-3-73-119-38 Wikidata | Stadel |

### Sippelmühle
| Lage                     | Objekt                                                           | Beschreibung                                                       | Akten-Nr.              | Bild           |
| ------------------------ | ---------------------------------------------------------------- | ------------------------------------------------------------------ | ---------------------- | -------------- |
| Sippelmühle 1 (Standort) | Ehemaliges Mühlengebäude und Wohnstallhaus, jetzt Gastwirtschaft | Zweigeschossiger und giebelständiger Frackdachbau, 18. Jahrhundert | D-3-73-119-39 Wikidata | weitere Bilder |

### Sternberg
| Lage            | Objekt                          | Beschreibung                        | Akten-Nr.     | Bild |
| --------------- | ------------------------------- | ----------------------------------- | ------------- | ---- |
| In Sternberg () | Historische Kapellenausstattung | um 1798; in Kapellenneubau von 1955 | D-3-73-119-51 |      |

### Straußmühle
| Lage                   | Objekt     | Beschreibung                                                                           | Akten-Nr.              | Bild |
| ---------------------- | ---------- | -------------------------------------------------------------------------------------- | ---------------------- | ---- |
| Straußmühle (Standort) | Mühlenhaus | Zweigeschossiger Steildachbau mit verputztem Fachwerkgiebel, 1. Hälfte 19. Jahrhundert | D-3-73-119-40 Wikidata | BW   |

### Tauernfeld
| Lage                     | Objekt                                | Beschreibung | Akten-Nr.              | Bild           |
| ------------------------ | ------------------------------------- | --- | ---------------------- | -------------- |
| Deininger Straße ()      | Bildstock                             | Pfeiler mit rundbogigem Kopfteil, 19./20. Jahrhundert, Bild erneuert | D-3-73-119-43 Wikidata |                |
| Pointgasse 3 (Standort)  | Zugehöriger Stadel                    | Mit Fachwerkgiebel, Anfang 19. Jahrhundert | D-3-73-119-41 Wikidata | BW             |
| Pointgasse 16 (Standort) | Katholische Filialkirche St. Nikolaus | Saalbau mit Chorturm und Zwiebelhaube, gotisch, im frühen 18. Jahrhundert umgestaltet; mit Ausstattung; Ehemalige Friedhofsbefestigung mit spitzbogigem Tor und hangseitigen Strebepfeilern, spätgotisch, Mauerkrone teilweise erneuert | D-3-73-119-42 Wikidata | weitere Bilder |

### Unterbuchfeld
| Lage                            | Objekt                             | Beschreibung                                                                               | Akten-Nr.              | Bild           |
| ------------------------------- | ---------------------------------- | ------------------------------------------------------------------------------------------ | ---------------------- | -------------- |
| Oberbuchfelder Weg 4 (Standort) | Katholische Filialkirche St. Maria | Saalbau mit Chorturm, frühgotisch, im 17. und 18. Jahrhundert umgestaltet; mit Ausstattung | D-3-73-119-46 Wikidata | weitere Bilder |

### Waltersberg
| Lage                 | Objekt                               | Beschreibung | Akten-Nr.              | Bild           |
| -------------------- | ------------------------------------ | --- | ---------------------- | -------------- |
| Am Plan 1 (Standort) | Katholische Pfarrkirche St. Leonhard | Saalbau mit eingezogenem Polygonalchor, Flankenturm und Schaufassade mit Pilastergliederung und Vorzeichen mit angebauter Seelenkapelle, Mitte 18. Jahrhundert; mit Ausstattung; Zwei klassizistische Grabkreuze, 1849 und 1852, von Willibald Breindl | D-3-73-119-47 Wikidata | weitere Bilder |

## Abgegangene Baudenkmäler
In diesem Abschnitt sind Objekte aufgeführt, die früher einmal in der Denkmalliste eingetragen waren, jetzt aber nicht mehr existieren, z. B. weil sie abgebrochen wurden. Aktennummern in diesem Abschnitt sind ehemalige, jetzt nicht mehr gültige Aktennummern.

| Lage                                      | Objekt                                | Beschreibung          | Akten-Nr.             | Bild |
| ----------------------------------------- | ------------------------------------- | --------------------- | --------------------- | ---- |
| Deining Leutenbacher Straße 15 (Standort) | Lagerschuppen der ehemaligen Brauerei | Mitte 19. Jahrhundert | D-3-73-119-2 Wikidata | BW   |